# Crataegus sulfurea
Crataegus sulfurea är en rosväxtart som beskrevs av James Bird Phipps. Crataegus sulfurea ingår i Hagtornssläktet som ingår i familjen rosväxter. Inga underarter finns listade i Catalogue of Life.